# Мілан Паєвич
Мілан Паєвич (нар. 6 серпня 1952) — бізнесмен і громадський діяч.

## Біографія
В 1977 р. — закінчив Белградський машинобудівельний інститут за спеціальностями «Проектування спеціальних транспортних систем» і «Управління інвестиційними проектами». З 2004 р. — Член-кореспондент Міжнародної Кадрової академії.
Має великий досвід керівної роботи: у 1988—1990 рр. — директор проекту будівництва хімічного заводу в м. Шебекіно Білгородської області РФ. У 1990—1993 рр. — директор департамента з хімічного та харчового інжиніринга зовнішньоторгового підприємства «Інвест-Імпорт» в Белграді. У 1993—1997 рр. — генеральний директор СП «Слав-Інвест Лтд». З 1997 р. співвласник СП «Слав-Інвест Лтд».

## Сім'я, захоплення
Одружений, має чотирьох дітей.
Президент Київського сигарного клубу.